# Magritte du cinéma 2024
De 13e uitreiking van de Magritte du cinéma vond plaats op 9 maart 2024 voor de Belgische Franstalige films uit 2023. De uitreiking vond plaats in het Théâtre national Wallonie-Bruxelles te Brussel met Patrick Ridremont als gastheer en werd rechtstreeks uitgezonden op Auvio en La Trois.
De genomineerden werden op 9 februari 2024 bekendgemaakt. De grote winnaar was Dalva met zeven prijzen.

## Winnaars en genomineerden
De winnaars staan bovenaan in vet lettertype.

### Beste film
- Dalva van Emmanuelle Nicot
  - Augure van Baloji
  - Le Paradis van Zeno Graton
  - Le Syndrome des amours passées van Ann Sirot en Raphaël Balboni
  - Temps mort van Eve Duchemin

### Beste regisseur
- Emmanuelle Nicot - Dalva
  - Baloji - Augure
  - Zeno Graton - Le Paradis
  - Ann Sirot en Raphaël Balboni - Le Syndrome des amours passées

### Beste actrice
- Lubna Azabal - Le Bleu du caftan
  - Lucie Debay - Le Syndrome des amours passées
  - Yolande Moreau - La Fiancée du poète
  - Mara Taquin - La Petite

### Beste acteur
- Arieh Worthalter - Le Procès Goldman
  - Bouli Lanners - Un coup de maître
  - Jérémie Renier - Ailleurs si j'y suis
  - Marc Zinga - Augure

### Beste debuutfilm
- Dalva van Emmanuelle Nicot
  - Augure van Baloji
  - Le Paradis van Zeno Graton
  - Temps mort van Eve Duchemin

### Beste Vlaamse film
- Het smelt van Veerle Baetens
  - Holly van Fien Troch
  - Luka van Jessica Woodworth
  - Wil van Tim Mielants

### Beste buitenlandse film in coproductie
- Vincent doit mourir van Stéphan Castang
  - Le Bleu du caftan van Maryam Touzani
  - Interdit aux chiens et aux Italiens van Alain Ughetto
  - Retour à Séoul van Davy Chou

### Beste actrice in een bijrol
- Sandrine Blancke - Dalva
- Yves-Marina Gnahoua - Augure
  - Myriem Akheddiou - 16 Ans
  - Lucie Debay - Augure

### Beste acteur in een bijrol
- Arieh Worthalter - Rien à perdre
  - Philippe Résimont - L'Employée du mois
  - Jean-Benoît Ugeux - Last Dance
  - Peter Van den Begin - L'Employée du mois

### Beste jong vrouwelijk talent
- Zelda Samson - Dalva
  - Bérangère McNeese  - Ailleurs si j'y suis
  - Laetitia Mampaka  - L'Employée du mois
  - Mara Taquin  - La Bête dans la jungle

### Beste jong mannelijk talent
- Lazare Gousseau - Le Syndrome des amours passées
  - Amine Hamidou - Le Paradis
  - N'Landu Lubansu - Le Paradis
  - Yoann Zimmer - Retour à Séoul

### Beste beeld
- Joachim Philippe - Augure
  - Caroline Guimbal - Dalva
  - Florian Berutti - L'Autre Laurens

### Beste scenario of bewerking
- Emmanuelle Nicot - Dalva
  - Baloji - Augure
  - Zeno Graton - Le Paradis
  - Ann Sirot en Raphaël Balboni - Le Syndrome des amours passées

### Beste geluid
- Fabrice Osinski, Valérie Le Docte, Aline Gavroy en Olivier Thys - Dalva
  - Jan Deca, Erik Griekspoor, Danny van Spreuwel en Vincent Nouaille - Augure
  - Dirk Bombey, Emilie Mauguet, Xavier Thieulin en Bertrand Boudaud - Vincent doit mourir

### Beste decor
- Eve Martin - Augure
  - Julien Dubourg - Le Syndrome des amours passées
  - Catherine Cosme - Dalva

### Beste kostuums
- Elke Hoste en Baloji - Augure
  - Jessica Harkay - The Belgian Wave
  - Frédérick Denis - Le Syndrome des amours passées
  - Claire Dubien - L'Étoile filante

### Beste filmmuziek
- Baloji - Augure
  - Stéphanie Blanchoud, Benjamin Biolay en Jean-François Assy - La Ligne
  - Thomas Turine - L'Autre Laurens

### Beste montage
- Sophie Vercruysse en Raphaël Balboni - Le Syndrome des amours passées
  - Bertrand Conard - Tengo sueños eléctricos
  - Bruno Tracq en Bertrand Conard - Augure

### Beste korte film
- Les silencieux van Basile Vuillemin
  - Beyond the Sea van Hippolyte Leibovici
  - Un bon garçon van Paul Vincent de Lestrade
  - Se dit d'un cerf qui quitte son bois van Salomé Crickx

### Beste korte animatiefilm
- Pina van Giuseppe Accardo en Jérémy Depuydt
  - Les marrons glacés van Delphine Hermans en Michel Vandam
  - Va-t'en, Alfred ! van Célia Tisserant en Arnaud Demuynck
  - Voyage en amnésie van Anouk Kilian-Debord

### Beste korte documentaire
- En attendant les robots van Natan Castay
  - Journal d'une solitude sexuelle van Nina Alexandraki
  - Les heures creuses van Judith Longuet-Marx
  - On Mothers and Daughters in Times of Injustice van Talia Jawitz

### Beste documentaire
- Adieu sauvage van Sergio Guataquira Sarmiento
  - Le balai libéré van Coline Grando
  - Se crasher pour exister van Julien Henry
  - Une jeunesse italienne van Mathieu Volpe

### Magritte d'honneur
- Aurore Clément

## Films met meerdere nominaties
De volgende films ontvingen meerdere nominaties:
| Nominaties | Film                           | Gewonnen |
| ---------- | ------------------------------ | -------- |
| 13         | Augure                         | 5        |
| 9          | Dalva                          | 7        |
| 8          | Le Syndrome des amours passées | 2        |
| 6          | Le Paradis                     |          |
| 3          | L'employée du mois             |          |
| 2          | Ailleurs si j'y suis           |          |
| 2          | L'Autre Laurens                |          |
| 2          | Le Bleu du caftan              | 1        |
| 2          | Retour à Séoul                 |          |
| 2          | Temps mort                     |          |
| 2          | Vincent doit mourir            | 1        |